# Johann Christian Martin Bartels
Martin Bartels, voluit Johann Christian Martin Bartels (Braunschweig, 12 augustus 1769 - Dorpat, 20 december 1836) was een Duitse wiskundige. Hij was onderwijsassistent op de lagere school van Carl Friedrich Gauss in Braunschweig en later in Kazan als professor wiskunde ook de leermeester van Lobachevsky aan de Universiteit van Kazan.

## Biografie
Bartels werd in Braunschweig in het Hertogdom van Brunswijk-Lüneburg (nu een deel van Duitse deelstaat Nedersaksen) geboren als de zoon van de tinnegieter Heinrich Elias Friedrich Bartels en zijn vrouw Christine Johanna Margaretha Köhler. Reeds in zijn kindertijd toonde hij een grote interesse in wiskunde. In 1783, hij was toen veertien, was hij werkzaam aan de Katherinenschule in Braunschweig als onderwijsassistent van de leraar Büttner. Daar leerde hij de acht jaar jongere Carl Friedrich Gauss kennen. Hij moedigde diens talent voor de wiskunde aan en ontwikkelde dit ook verder. Tevens beval hij Gauss aan bij hertog Karel Willem Ferdinand van Brunswijk, die Gauss vervolgens een beurs toekende voor het Collegium Carolinum, (thans de Technische Universiteit van Braunschweig). Er ontwikkelde zich een vriendschap tussen Gauss en Bartels. Zij onderhielden tussen 1799 en 1823 een correspondentie, die grotendeeld bewaard is gebleven. 
Vanaf eind augustus 1788 studeerde Bartels in zijn vaderstad aan het Collegium Carolinum. Vanaf eind oktober 1791 studeerde Bartels vervolgens wiskunde bij Johann Friedrich Pfaff aan de Universiteit van Helmstad en bij Abraham Gotthelf Kästner aan de Universiteit van Göttingen. In het wintersemester 1793/1794 studeerde hij experimentele natuurkunde, astronomie, meteorologie en geologie bij Georg Christoph Lichtenberg. 
In 1800 werkte hij in Zwitserland als leraar wiskunde in Reichenau in het (kanton Graubünden). In 1801 was hij actief aan de kantonnale school in Aarau. Hij trouwde in 1802 met Anna Magdalena Saluz uit Chur. In 1803 kreeg hij van de Universiteit van Jena een aanstelling aan de faculteit van de wijsbegeerte. 
In 1807 werd hij door de oprichter Stepan Jakowlewitsch Rumowski (1734 - 1812) uitgenodigd om deel uit gaan maken van de staf van de Universiteit van Kazan. Hij ging op dit aanbod in en werd in 1808 benoemd tot professor in de wiskunde. Tijdens zijn twaalf jaar durende verblijf in Kazan gaf hij les in de geschiedenis van de wiskunde, hogere rekenkunde, differentiaal- en integraalrekening, analytische meetkunde en goniometrie, 
boldriehoeksmeetkunde, analytische mechanica en de sterrenkunde. In deze tijd was Lobachevsky een van zijn leerlingen. 
In 1821 verhuisde hij naar de Universiteit van Dorpat, nu Tartu in Estland, waar hij het centrum voor differentiaalmeetkunde oprichtte. Hij zou tot zijn dood in 1836 in Dorpat blijven. In 1823 werd hij officieel benoemd tot adviseur van de Russische regering. Vanaf 1826 was hij corresponderend lid van Russische Academie van Wetenschappen in Sint-Petersburg. Hij werd met verschillende Russische onderscheidingen beloond.